# Sneaky money
Sneaky money is een lied van de Nederlandse rapper Ali B in samenwerking met de Nederlandse rapper Chivv en Algerijns-Franse rapper Boef. Het werd in 2019 als single uitgebracht. 

## Achtergrond
Sneaky money is geschreven door Ali Bouali, Ronell Plasschaert, Chyvon Pala en Sofiane Boussaadia en geproduceerd door Jordan Wayne, Ginton en Zerodix. Het is een nummer uit het genre nederhop. In het lied wordt er gerapt over de successen van de artiesten en het geld dat ze verdienen. 
Het is de eerste keer dat de drie artiesten tegelijkertijd met elkaar samenwerken. Onderling werd er wel al samengewerkt. Zo hadden Ali B en Boef eerder onder andere samen de hits Een klein beetje geluk, Voy a bailar en Slow down. Chivv en Boef hadden voor Sneaky money geen hits samen, maar de samenwerking werd na het lied wel herhaald op meerdere nummers, zoals Kofferbak, Afrika en Domme invest.

## Hitnoteringen
De artiesten hadden succes met het lied in de hitlijsten van Nederland. Het piekte op de achttiende plaats van de Single Top 100 en stond zeven weken in deze hitlijst. De Top 40 werd niet bereikt; het lied bleef steken op de tiende plaats van de Tipparade. 